# Words (chanson des Bee Gees)
Pour les articles homonymes, voir Words.
Singles par Bee Gees (R.-U.)
World
(1967) Jumbo
(1968)
Singles par Bee Gees (É.-U.)
Massachusetts
(1967) Jumbo
(1968)
Words est une chanson du trio anglo-australien The Bee Gees sortie en single en janvier 1968. Elle est chantée entièrement par Barry Gibb.
Cette chanson a atteint la 8e place au Royaume-Uni et la 15e place du Hot 100 du magazine musical américain Billboard. Elle a aussi atteint la 1re place au Canada, en Allemagne et aux Pays-Bas, la 3e place en Flandre (Belgique néerlandophone), la 4e place en Autriche, la 7e place en Norvège et la 9e place en Wallonie (Belgique francophone).

## Version de Boyzone
Singles de Boyzone
Coming Home Now
(1996) A Different Beat
(1996)
Le boysband irlandais Boyzone a repris cette chanson sur leur album A Different Beat, paru en octobre 1996. La chanson est sortie en single quelque temps avant l'album. (Au Royaume-Uni, le single est sorti le 7 octobre 1996, et l'album trois semaines après, le 28 octobre 1996.)
La version de Boyzone a atteint la 1re place du classement officiel britannique des singles, devenant leur première chanson numéro un dans ce pays.